# Distrito de Vsetín
El distrito de Vsetín es uno de los cuatro distritos que forman la región de Zlín, República Checa, con una población estimada a principio del año 2018 de 143 291 habitantes. Se encuentra ubicado al sureste del país, al este de Praga, cerca de la frontera con Eslovaquia. Su capital es la ciudad de Vsetín.

## Localidades con población (año 2018)
- Branky 984
- Bystřička 1 008
- Choryně 744
- Dolní Bečva 1 937
- Francova Lhota 1 591
- Halenkov 2 414
- Horní Bečva 2 460
- Horní Lideč 1 357
- Hošťálková 2 206
- Hovězí 2 387
- Huslenky 2 234
- Hutisko-Solanec 2 000
- Jablůnka 2 030
- Janová 751
- Jarcová 835
- Karolinka 2 541
- Kateřinice 1 043
- Kelč 2 678
- Kladeruby 423
- Krhová 2 013
- Kunovice 611
- Lačnov 866
- Leskovec 661
- Lešná 2 059
- Lhota u Vsetína 793
- Lidečko 1 802
- Liptál 1 490
- Loučka 797
- Lužná 609
- Malá Bystřice 306
- Mikulůvka 781
- Nový Hrozenkov 2 615
- Oznice 466
- Podolí 257
- Police 574
- Poličná 1 736
- Pozděchov 595
- Prlov 533
- Prostřední Bečva 1 738
- Pržno 639
- Ratiboř 1 863
- Rožnov pod Radhoštěm 16 469
- Růžďka 915
- Seninka 308
- Střelná 587
- Střítež nad Bečvou 859
- Študlov 507
- Ústí 624
- Valašská Bystřice 2 234
- Valašská Polanka 1 424
- Valašská Senice 444
- Valašské Meziříčí 22 200
- Valašské Příkazy 300
- Velká Lhota 506
- Velké Karlovice 2 409
- Vidče 1 730
- Vigantice 1 081
- Vsetín 26 109
- Zašová 3 020
- Zděchov 581
- Zubří 5 557